# Псевдонім Джон Престон
Псевдонім Джон Престон (англ. Alias John Preston) — англійський фільм 1955 року.

## Сюжет
Заможний Джон Престон приїжджає в маленьке місто Дінбрідж. Він починає вкладати кошти в місцеві підприємства та займатися громадськими справами. Зрештою, він зустрічає красуню Саллі, закохується і просить її вийти за нього заміж. Але потім йому починають снитися кошмари про блондинку яка шантажує його. Джон консультується з місцевим лікарем, який вирішує, що Престон несвідомо пригнічує події з минулого і повинен спробувати відновити свою пам'ять, перш ніж одружитися.

## У ролях
| Актор           | Роль                    |
| --------------- | ----------------------- |
| Бетта Сент-Джон | Саллі Сендфорд          |
| Александер Нокс | доктор Пітер Волтон     |
| Крістофер Лі    | Джон Престон            |
| Сандра Дорн     | Сільвія - у сні / Марія |
| Патрік Холт     | чоловік Сільвії         |
| Джон Стюарт     | доктор Ундервуд         |
| Білл Фрейзер    | Джо Ньютон              |
| Габріель Гей    |                         |
| Пітер Грант     | Боб Ньютон              |
| Бетті Енн Девіс | місіс Сендфорд          |
| Джон Лонгден    | Річард Сендфорд         |